# Ataru Esaka
Ataru Esaka (jap. 江坂 任, * 31. Mai 1992 in Sanda, Präfektur Hyōgo) ist ein japanischer Fußballspieler.

## Karriere

### Verein
Ataru Esaka erlernte das Fußballspielen in der Jugendmannschaft vom Sanda Woody SC, den Schulmannschaften der Sanda Yurinokidai Jr. High School und der Kobe Koryo Gakuen High School sowie der Universitätsmannschaft der Ryūtsū-Keizai-Universität. Seinen ersten Profivertrag unterschrieb er 2015 bei Thespakusatsu Gunma. Der Verein aus Kusatsu, einer Kleinstadt in der Präfektur Gunma, spielte in der zweithöchsten Liga des Landes, der J2 League. 2015 absolvierte er 42 Zweitligaspiele und erzielte dabei 13 Treffer. 2016 unterschrieb er einen Zweijahresvertrag beim Erstligaaufsteiger Ōmiya Ardija in Saitama. Ende 2017 musste der Verein den Weg in die Zweitklassigkeit antreten. Nach 65 Erstligaspielen nahm ihn 2018 der Erstligist Kashiwa Reysol aus Kashiwa unter Vertrag. Ende 2018 musste er mit Kashiwa in die zweite Liga absteigen. 2019 schaffte er mit dem Club als Meister der J2 den direkten Wiederaufstieg in die erste Liga. Im Juli 2021 verließ er dann Reysol während der laufenden Saison und ging weiter zum Ligarivalen Urawa Red Diamonds.  Am 19. Dezember 2021 stand er mit dem Klub im Endspiel des Kaiserpokals, dass man mit 2:1 gegen Ōita Trinita gewann. 2022 gewann er mit den Urawa Red Diamonds den japanischen Supercup. Das Spiel gegen den Meister von 2021, Kawasaki Frontale, gewann man am 12. Februar mit 2:0. Hierbei erzielte er die beiden Tore. Nach insgesamt 46 Ligaspielen ging er im Januar 2023 nach Südkorea. Hier unterschrieb er einen Vertrag beim Fußballfranchise Ulsan Hyundai. 2023 und 2024 feierte er mit Ulsan die südkoreanische Meisterschaft. Nach zwei Spielzeiten, in denen er 50 Ligaspiele bestritt, kehrte er im Januar 2025 nach Japan zurück. Hier unterschrieb er einen Vertrag beim Erstligisten Fagiano Okayama.

### Nationalmannschaft
Seit Debüt für die Japanischen A-Nationalmannschaft gab Esaka am 25. März 2021 im Testspiel gegen Südkorea. Beim 3:0-Sieg in Yokohama wurde er in der Halbzeit für Daichi Kamada eingewechselt und gab später die Vorlage zum dritten Tor.

## Erfolge
Kashiwa Reysol
- Japanischer Zweitligameister: 2019  ▲

Urawa Red Diamonds
- Japanischer Pokalsieger: 2021
- Japanischer Supercup-Sieger: 2022

Ulsan Hyundai
- Südkoreanischer Meister: 2023, 2024